# Porno Mafia
Porno Mafia ist ein Kollaboalbum der Berliner Rapper Frauenarzt und King Orgasmus One, der sich auf dem Tonträger nur Orgasmus nennt. Das Album wurde am 5. Mai 2006 über das Label Bassboxxx veröffentlicht und von Distributionz vertrieben.
Im Jahr 2019 erschien das Nachfolgealbum Porno Mafia – Kings of Bass.

## Produktion
Das Album wurde fast komplett von Frauenarzt selbst produziert. Lediglich die Musik vom Intro stammt von dem Musikproduzent Produes. Für die Scratches zeichnete DJ Reckless verantwortlich.

## Covergestaltung
Das Albumcover zeigt Frauenarzt und King Orgasmus One, die Sonnenbrillen tragen und an einem Tisch sitzen, auf dem sich Geld und Alkohol befinden. Links und rechts im Bild sieht man zwei Frauen, die ihre Hinterteile im Tanga dem Betrachter entgegenstrecken. Im oberen Teil des Bildes befinden sich die Schriftzüge Porno Mafia in Weiß sowie Frauenarzt & Orgasmus in Orange.

## Gastbeiträge
Auf vier Liedern des Albums sind neben den beiden Protagonisten weitere Künstler vertreten. So hat die Berliner Rapperin She-Raw Gastauftritte in den Songs Komm schon und Tanz die ganze Nacht. Zudem ist der Titeltrack Porno Mafia eine Kollaboration mit den Berliner Rappern Basstard und Bogy.

## Titelliste
| #  | Titel                    | Gastbeiträge   | Produzent  | Länge |
| -- | ------------------------ | -------------- | ---------- | ----- |
| 1  | Intro                    |                | Produes    | 2:23  |
| 2  | Macht den Puff platt     |                | Frauenarzt | 4:28  |
| 3  | Komm Nutte komm          |                | Frauenarzt | 3:20  |
| 4  | Wir wollen Sex           |                | Frauenarzt | 3:14  |
| 5  | Komm schon               | She-Raw        | Frauenarzt | 3:06  |
| 6  | Pump den Bass            |                | Frauenarzt | 3:15  |
| 7  | Geschäft bleibt Geschäft |                | Frauenarzt | 3:01  |
| 8  | Fick die Nutte           |                | Frauenarzt | 3:55  |
| 9  | Porno Mafia              | Basstard, Bogy | Frauenarzt | 2:58  |
| 10 | Sado Maso                |                | Frauenarzt | 3:27  |
| 11 | Kopf runter Arsch hoch   |                | Frauenarzt | 3:09  |
| 12 | Sexbasar                 |                | Frauenarzt | 3:20  |
| 13 | B.A.S.S. Teil 2          |                | Frauenarzt | 3:16  |
| 14 | Tanz die ganze Nacht     | She-Raw        | Frauenarzt | 3:07  |
| 15 | Junge Frau               |                | Frauenarzt | 2:56  |
| 16 | Lange Nächte             |                | Frauenarzt | 3:38  |
| 17 | Bass Test 1              |                | Frauenarzt | 0:06  |
| 18 | Bass Test 2              |                | Frauenarzt | 0:06  |
| 19 | Bass Test 3              |                | Frauenarzt | 0:06  |
| 20 | 350Hz – 20Hz             |                | Frauenarzt | 1:03  |

## Rezeption
| Professionelle Bewertungen | Professionelle Bewertungen |
| -------------------------- | -------------------------- |
| Kritiken                   |                            |
| Quelle                     | Bewertung                  |
| cdstarts.de                | [ 3 ]                      |

Matthias Reichel von der Internetseite cdstarts.de bewertete Porno Mafia mit sechs von möglichen zehn Punkten. Das Album sei „derbster Underground Hardcore Stuff mit herrlich fiesen Porno-Texten“, wobei „das eine oder andere Stück ziemlich coole Beats und Sound-Einfälle“ biete. Die Inhalte könne man „dem Duo als frauenverachtend ankreiden, doch das Ganze kommt weder aufgesetzt noch berechnend rüber.“ Allerdings sollte „der geneigte Hörer ein gewisses Faible“ für die Kunstform haben, „ansonsten ist mit diesem verbalen Porno wenig bis gar nichts anzufangen.“

## Indizierung und Beschlagnahmung
Porno Mafia wurde am 30. Januar 2009 von der Bundesprüfstelle für jugendgefährdende Medien auf der Liste B indiziert.
Im Juni 2009 wurde die bundesweite Beschlagnahmung des Albums Porno Mafia von der BPjM bekanntgegeben. Der Beschlagnahmebeschluss vom 26. März 2009 verweist als Begründung auf § 184a („Verbreitung gewalt- oder tierpornographischer Schriften“) Strafgesetzbuch.

## Strafrechtliche Folgen
Ende 2009 wurde Frauenarzt wegen Gewaltdarstellung und Verbreitung gewaltpornographischer Schriften in Bezug auf die Texte der Alben Porno Mafia und Geschäft ist Geschäft angeklagt. Das Gericht verkündete am 21. Dezember 2009 das Urteil gegen Frauenarzt. Es erkannte den Musiker in allen Anklagepunkten für schuldig und verurteilte ihn zu einer Geldstrafe von 8.400 Euro. In der Verkündung bezeichnete das Gericht die kritisierten Texte als „unglaublich brutal und ekelerregend“, die bewusst provozieren sollen. Frauenarzt hatte im Vorfeld zugegeben, dass er in Texten sadomasochistische Praktiken schildere. Nach der Urteilsverkündung zeigte er kein Verständnis für die deutsche Gesetzgebung: „Man muss sich das mal vorstellen, ich bin jetzt vorbestraft, wegen meiner Musik. Es ist doch traurig, dass man nicht über seine eigenen sexuellen Vorstellungen und Vorlieben rappen darf.“ In einem Interview vom 9. März 2016 gab Frauenarzt an, ihm sei überdies eine fünfjährige Bewährungsfrist auferlegt worden, während der er sich textlich habe zurückhalten müssen.